# Синадин Миленовић
Синадин Миленовић (Млачиште, 1896 — 1943, Радосињ) био је грађевинар, учесник Народноослободилачке борбе и народни херој Југославије.

## Биографија
Рођен је 1896. у Млачишту, код Црне Траве, у сиромашној продици која није могла да га школује. Зато, као и сви Црнотравци, још као дете одлази у Београд на рад са грађевинарима из села и уз њих учи зидарски занат. Тако постаје добар зидар, па мајстор и потом пословођа и преузима извођење већих грађевинских радова.
У Београду се упознаје са класном борбом радника и приступа напредном радничком покрету.
У време великог штрајка грађевинских радника 1936. године, мада је као пословођа био боље плаћен, напушта Београд и враћа се у родно Млачиште, где на Големој реци, испод Валмишта подиже воденицу и почне да се бави млевењем жита. Тако дочекује и априлски слом Југославије.
Његова воденица, издвојена из села и удаљена од путева, испод шумског пространства Валмишта, полако постаје место где се срећу партизанске групе с југа Србије и из Македоније, тако да је преко ње организована широка обавештајна служба. Преко њега су људи лесковачког краја ступали у везу с партизанима и постајали борци. Окружни комитет КПЈ за Лесковац му поверава поједине поверљиве задатке.
Сазнавши за његову делатност, четници из власотиначког краја изненада, у зору, августа 1942. године, упадају у воденицу и везаног га одводе са собом. Када су истог дана у селу Банковци, код Рупља, држали збор, сељаци су негодовали, тражећи да га пусте, и под њиховим притиском ослободили су Синадина. Синадин потом још неко време остаје у воденици, да би се у време бугарског масакра становника и паљења села Млачишта, фебруара 1943. године, са женом Ћирком, ћеркама Добрицом и Јерином и сином Бранком придружио партизанском одреду.
Убрзо је, захваљујући искуству из Првог светског рата, приликом формирања Другог јужноморавског партизанског одреда постао заменик команданта. Када је командант одреда, Ратко Павловић Ћићко, 26. априла 1943. године, по ослобођењу варошице Црна Трава од бугарских фашиста, погинуо на Плани, Синадин је преузео дужност команданта. Погинуо је у јесен 1943. године у борби са бугарском фашистичком јединицом код села Радосиња, у лужничком крају, штитећи одступницу свом одреду.
Указом Президијума Народне скупштине Федеративне Народне Републике Југославије, 20. децембра 1951. године, проглашен је за народног хероја.